# Cuchilla de Fuego
Cuchilla de Fuego es una localidad uruguaya del departamento de Paysandú, municipio de Guichón.

## Ubicación
La localidad se encuentra situada en la zona centro-oeste del departamento de Paysandú, en la zona conocida como Queguay Chico, entre los ríos Queguay Grande y Queguay Chico.

## Población
Según el censo del año 2011 la localidad contaba con una población de 890 habitantes.
| 11            |
| (Fuente: INE) |